# Arcadia of My Youth: Endless Orbit SSX
 Arcadia of my Youth: Endless Orbit SSX (яп. わが青春のアルカディア 無限軌道SSX Вага Сэйсюн но Аркадиа - Мугэн Кидо SSX) — аниме-сериал, выпущенный студией Toei Animation. Является продолжением фильма Arcadia of My Youth. Транслировался по телеканалу TBS с 13 октября 1982 года по 30 марта 1983 года. Всего выпущено 22 серии.
Сериал стартовал в Японии после выхода третьего фильма Mobile Suit Gundam, который продолжил новую научно-фантастическую эру, составив конкуренцию с франшизой Space Pirate Captain Harlock. Поэтому Arcadia of My Youth: Endless Orbit SSX закрыли из-за низких рейтингов — половина запланированных эпизодов была отменена.

## Сюжет
В конце фильма «Аркадии моей юности» Капитан Харлок и экипаж космического корабля «Аркадия» были изгнаны с Земли. В «Бесконечной орбите SSX» Харлок сражается с гуманоидами, ищет мифическую «Планету мира», где все народы Вселенной смогут жить свободно.

## В роли озвучивали
- Капитан Харлок: Макио Иноуэ
- Тотиро Ояма: Кэй Томияма
- Эмеральдас: Рэйко Тадзима
- Тадаси Мононо: Сатоми Мадзима
- Миимэ: Юрико Ямамото
- Кэй Юки: Ёко Асагами
- Ребби: Хироми Цуру
- Доктор Бан: Дзёдзи Янами
- Мистер Зол: Тору Фуруя
- Тори-сан: Хироси Отакэ

## Эпизоды
1. Arcadia, Blast Off!
2. Lady Captain Leotard
3. Lullaby of the Battlezone
4. The Cosmic Treasure Island Legend
5. Girl of the Ghost Ship «Sell»
6. It Appears! The Great Space Fortress
7. X=Emeraldas
8. Mother and Son of the Steel Plane
9. Who’s the Spy?
10. Snowfall in the Sea of Stars
11. The Sound of Freedom’s Bell Rings Out
12. The Heart’s Control, the Heart’s Vessel
13. Riddle of the Golden Goddess
14. Riddle of the Glowing UFO
15. Eighty Minutes in the Sea of Death
16. The Cat Taken Aboard in Space
17. The Great Sandstorm: Communication Impossible
18. The Deliverance of Emeraldas
19. The Mystery of Planet Maicon
20. The Gate of Arcadia: Will it Open?
21. Fight on, Tochiro, Until Life’s End
22. Return to the Mother World Earth: Be Eternal, Cosmic Hero

## Отзывы и критика
Журнал «Мир фантастики» включил Arcadia of My Youth: Endless Orbit SSX в забытую классику аниме о космических пиратах и авантюристах. Космических сражений, абордажных схваток и приключений в сериале достаточно. Пафос есть, но не чрезмерный. Сквозной сюжет пунктирный, зато немало отличных отдельных эпизодов: атмосфера, стиль, логика и романтический Харлок. Главный недостаток — незавершённость. «Аркадии» не повезло со временем выхода: после сумасшедшего успеха Mobile Suit Gundam вкусы японской публики изменились. Поклонники космической оперы ждали или большего реализма, или чего-то совершенно несерьёзного вроде Space Cobra. Пафосный героизм больше не привлекал — мода на подобное зрелище вернулась через 20 лет. При всей популярности Капитана Харлока, нет ни одного аниме о нём, про которое можно сказать — классика на все времена. На общем фоне Arcadia of My Youth (фильм и сериал) — одно из наиболее сбалансированных и запоминающихся произведений о знаменитом пирате.